# Uniejów (gmina)
Uniejów (do 1954 gmina Orzeszków) – gmina miejsko-wiejska w województwie łódzkim, w powiecie poddębickim. W latach 1975–1998 gmina położona była w województwie konińskim.
Siedziba gminy to Uniejów.
Według danych z 30 czerwca 2004 gminę zamieszkiwało 7309 osób.

## Struktura powierzchni
Według danych z roku 2002 gmina Uniejów ma obszar 129,01 km², w tym:
- użytki rolne: 82%
- użytki leśne: 9%

Gmina stanowi 14,65% powierzchni powiatu.

## Demografia
Dane z 30 czerwca 2004:
| Opis                              | Ogółem | Ogółem | Kobiety | Kobiety | Mężczyźni | Mężczyźni |
| --------------------------------- | ------ | ------ | ------- | ------- | --------- | --------- |
| jednostka                         | osób   | %      | osób    | %       | osób      | %         |
| populacja                         | 7309   | 100    | 3708    | 50,7    | 3601      | 49,3      |
| gęstość zaludnienia (mieszk./km²) | 56,7   | 56,7   | 28,7    | 28,7    | 27,9      | 27,9      |

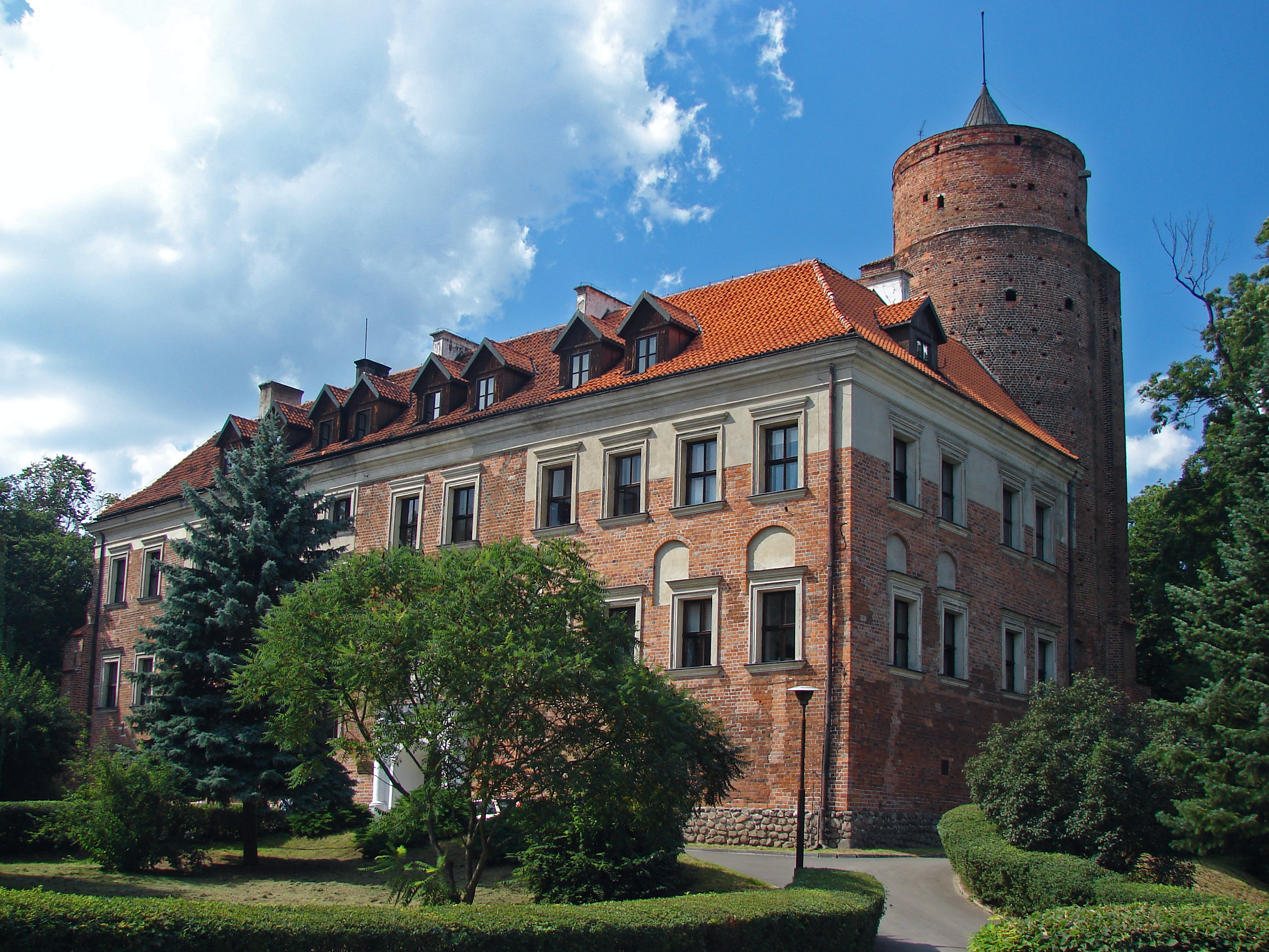
Zamek w Uniejowie

Piramida wieku mieszkańców gminy Uniejów w 2014 roku.

## Sołectwa
Brzeziny, Brzozówka, Czekaj, Czepów, Człopy, Dąbrowa, Felicjanów, Góry, Hipolitów, Kozanki Wielkie, Kuczki, Lekaszyn, Łęg Baliński, Orzeszków, Orzeszków-Kolonia, Ostrowsko, Pęgów, Rożniatów, Rożniatów-Kolonia, Skotniki, Spycimierz, Spycimierz-Kolonia, Stanisławów, Wielenin, Wielenin-Kolonia, Wieścice, Wilamów, Wola Przedmiejska, Zaborów, Zieleń.

## Sąsiednie gminy
Brudzew, Dąbie, Dobra, Poddębice, Przykona, Świnice Warckie